# 2013年亞洲冬季棒球聯盟
2013年亞洲冬季棒球聯盟（英語：Asia Winter Baseball League 2013），是由中華職棒大聯盟所主辦的第二屆亞洲冬季棒球聯盟賽事，共有四個不同的國家參賽，分別是中職聯隊、日職聯隊、多明尼加及本屆首次來台參賽的韓職聯隊，最終由韓職聯隊拿下本屆賽事的總冠軍。

## 賽制
- 比賽時間：2013年11月26日至12月19日。
- 賽事：每隊進行21場比賽，全季共42場例行賽，每場打9局，無延長賽。
- 冠軍賽：於12月21日舉行一場，由例行賽排名前兩名球隊，決定本年度冬季聯盟的冠軍隊伍。

## 各隊登錄球員

### 中職聯隊
總教練：郭源治
教練團：陳威志、曾豪駒、王金勇、高政華、曾翊誠、蔡仲南、葉詠捷、鄭博壬
　　　　劉品辰、王宸浩、落合英二、井上一樹、久慈照嘉、金田進
投　手：朱俊祥、賴達官、郭文凱、陳秉村、江承峰、江辰晏、郭泓志、蔡萬霖、李金木
　　　　王則鈞、吳明旭、邱俊瑋、范玉禹、羅政龍、賴鴻誠
捕　手：許躍騰、王峻杰、陽冠威、黃鈞聲、王寶篁
內野手：梁家榮、葉竹軒、郭修延、陳弘桂、蔡明覺、藍少文、藍少白、沈福仁、張　鎧
外野手：林政億、朱元勤、陳子豪、李家駒
- 註：郭泓志僅參加第一週即於12/1離隊，改由賴達官遞補名額。

### 多明尼加
總教練：Héctor Eduardo
教練團：Eury Domínguez、Frank Rubio、Reynaldo Franco、Santo Alcalá
投　手：Ronis Severino、Chris Andujar、Santo Arias、Wington Flandes、
　　　　Francoris Pineda、José Pasen、Jorge Contreras、Juan Monico Pascual、
　　　　Kelvin Arrendell、Noel Luis Castillo、Geraldo Desten
捕　手：Anderson Mejía、Sandy Meléndez
內野手：Justino Cuevas、Andrés James、José Rogers、Ivan Contreras、
　　　　Kelvin Diaz、Cristian Rijo、Leandro Caminero
外野手：Sony Javier、Josías Sánchez、Víctor Trinidad、Jeffrie Castaño

### 日職聯隊
總教練：大森剛
教練團：小笠原孝、宮出隆自、新沼慎二、風岡尚幸、筒井壮、木村龍治
投　手：吉本祥二、伊藤祐介、歳内宏明、二神一人、濱田達郎、川崎貴弘、松本竜也、柴田章吾、
　　　　北方悠誠、眞下貴之、大場達也、徳山武陽
捕　手：甲斐拓也、猪本健太郎、高城俊人
內野手：高田知季、辻東倫、立岡宗一郎、荻野貴幸、谷内亮太
外野手：釜元豪、赤坂和幸、赤堀大智、緒方凌介、一二三慎太

### 韓職聯隊
總教練：柳承安
教練團：朴致王、金壽佶、姜鎮奎、陳弼重、金佑碩、許日相
投　手：梁　訓、陳雅各、任基準、禹炳杰、崔源宰、徐眞勇、金廷勳、洪建喜、李顯鎬、安星武
捕　手：金珉植、朴世雄、尹犁耘
內野手：張暎錫、金齋聿、具滋昱、柳旻相、朴起民、徐祥祐、柳志赫、黃潤琥、崔炡敏
外野手：鄭振浩、吳俊赫、尹晶右、朴正音、金鎮率

## 例行賽成績
| 排名 | 球隊     | 應賽 | 已賽 | 勝 | 敗 | 和 | 勝率 |
| 1    | 日職聯隊 | 21   | 21   | 16 | 4  | 1  | .800 |
| 2    | 韓職聯隊 | 21   | 21   | 12 | 8  | 1  | .600 |
| 3    | 中職聯隊 | 21   | 21   | 8  | 13 | 0  | .381 |
| 4    | 多明尼加 | 21   | 21   | 5  | 16 | 0  | .238 |

## 冠軍賽成績
| 韓職聯隊 | 0 | 0 | 1 | 0 | 3 | 1 | 0 | 0 | 1 | 6 | 11 | 1 |
| 日職聯隊 | 0 | 0 | 0 | 0 | 0 | 0 | 0 | 1 | 1 | 2 | 7  | 2 |
| 勝投： 陳雅各 敗投： 松本竜也 全壘打： 韓職聯隊：無 日職聯隊：無 觀眾人數： 418人 比賽時間：3小時57分鐘 比賽總記錄 |   |   |   |   |   |   |   |   |   |   |    |   |

## 最終排名
| 排名 | 隊伍     |
| ---- | -------- |
|      | 韓職聯隊 |
|      | 日職聯隊 |
|      | 中職聯隊 |
| 4    | 多明尼加 |

## 外部連結
- 2013年亞洲冬季棒球聯盟在台灣棒球維基館上的頁面（繁體中文）
- 亞洲冬季棒球聯盟官方網站（页面存档备份，存于）